# Râul Dijir
Râul Dijir este un curs de apă, afluent al râului Barcău. 